# فروح (اسم)
فروح هو اسم علم مذكر من أصل عربي، ومعناه هو الكثير الفرح والمسرات، خلاف الحزين.

## وصلات خارجية
- موسوعة السلطان قابوس لأسماء العرب نسخة محفوظة 5 أبريل 2019 على موقع واي باك مشين.